# NHL Expansion Draft 1972
Der NHL Expansion Draft 1972 wurde am 6. Juni 1972 von der National Hockey League ausgetragen. Der Draft war notwendig geworden, da die Liga vor der Saison 1972/73 mit den New York Islanders und den Atlanta Flames um zwei Teams aufgestockt wurde.

## Regeln
Da die Kader der beiden neuen Franchises mit Spielern gefüllt werden mussten, war es nötig, dass die beiden neuen Teams jeweils drei Spieler aus den bestehenden NHL-Teams auswählen durften, um auf eine Kaderstärke von je zwei Torhütern und 19 Feldspielern zu kommen. Die 14 alten NHL-Teams hatten jedoch das Recht, eine gewisse Anzahl an Spielern zu sperren, also nicht für diese Wahl verfügbar zu machen, sodass sie ihre Starspieler behalten konnten.

## Ergebnis
| Nr. | Spieler               | Ehemaliges Team         | Neues Team         |
| --- | --------------------- | ----------------------- | ------------------ |
| 1.  | Phil Myre (T)         | Montréal Canadiens      | Atlanta Flames     |
| 2.  | Gerry Desjardins (T)  | Chicago Black Hawks     | New York Islanders |
| 3.  | Dan Bouchard (T)      | Boston Bruins           | Atlanta Flames     |
| 4.  | Billy Smith (T)       | Los Angeles Kings       | New York Islanders |
| 5.  | Bart Crashley (V)     | Montréal Canadiens      | New York Islanders |
| 6.  | Kerry Ketter (V)      | Montréal Canadiens      | Atlanta Flames     |
| 7.  | Dave Hudson (C)       | Chicago Black Hawks     | New York Islanders |
| 8.  | Norm Gratton (LF)     | New York Rangers        | Atlanta Flames     |
| 9.  | Ed Westfall (RF)      | Boston Bruins           | New York Islanders |
| 10. | Ron Harris (V)        | Detroit Red Wings       | Atlanta Flames     |
| 11. | Garry Peters (C)      | Boston Bruins           | New York Islanders |
| 12. | Larry Romanchych (RF) | Chicago Black Hawks     | Atlanta Flames     |
| 13. | Larry Hornung (V)     | St. Louis Blues         | New York Islanders |
| 14. | Bill MacMillan (LF)   | Toronto Maple Leafs     | Atlanta Flames     |
| 15. | Bryan Lefley (V)      | New York Rangers        | New York Islanders |
| 16. | Randy Manery (V)      | Detroit Red Wings       | Atlanta Flames     |
| 17. | Brian Spencer (LF)    | Toronto Maple Leafs     | New York Islanders |
| 18. | Keith McCreary (RF)   | Pittsburgh Penguins     | Atlanta Flames     |
| 19. | Terry Crisp (C)       | St. Louis Blues         | New York Islanders |
| 20. | Ernie Hicke (C)       | California Golden Seals | Atlanta Flames     |
| 21. | Ted Hampson (C)       | Minnesota North Stars   | New York Islanders |
| 22. | Lew Morrison (RF)     | Philadelphia Flyers     | Atlanta Flames     |
| 23. | Gerry Hart (V)        | Detroit Red Wings       | New York Islanders |
| 24. | Lucien Grenier (LF)   | Los Angeles Kings       | Atlanta Flames     |
| 25. | John Schella (V)      | Vancouver Canucks       | New York Islanders |
| 26. | Bill Plager (V)       | St. Louis Blues         | Atlanta Flames     |
| 27. | Bill Mikkelson (V)    | Los Angeles Kings       | New York Islanders |
| 28. | Morris Stefaniw (C)   | New York Rangers        | Atlanta Flames     |
| 29. | Craig Cameron (RF)    | Minnesota North Stars   | New York Islanders |
| 30. | John Stewart (LF)     | Pittsburgh Penguins     | Atlanta Flames     |
| 31. | Tom Miller (C)        | Toronto Maple Leafs     | New York Islanders |
| 32. | Bob Leiter (C)        | Pittsburgh Penguins     | Atlanta Flames     |
| 33. | Brian Marchinko (C)   | Buffalo Sabres          | New York Islanders |
| 34. | Pat Quinn (V)         | Vancouver Canucks       | Atlanta Flames     |
| 35. | Ted Taylor (LF)       | Vancouver Canucks       | New York Islanders |
| 36. | Larry Hale (V)        | Philadelphia Flyers     | Atlanta Flames     |
| 37. | Norm Ferguson (RF)    | California Golden Seals | New York Islanders |
| 38. | Bill Heindl (LF)      | Minnesota North Stars   | Atlanta Flames     |
| 39. | Jim Mair (V)          | Philadelphia Flyers     | New York Islanders |
| 40. | Frank Hughes (LF)     | California Golden Seals | Atlanta Flames     |
| 41. | Ken Murray (V)        | Buffalo Sabres          | New York Islanders |
| 42. | Rod Zaine (C)         | Buffalo Sabres          | Atlanta Flames     |